# Maria Azova

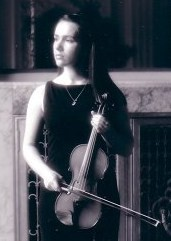
Maria Azova (2006)

Maria Bar Soria (geborene Maria Azova, russisch Мария Азова; * 18. November 1983) ist eine usbekische klassische Geigerin.

## Leben
Maria Azova erhielt ihren ersten Violinunterricht von ihrer Mutter im Alter von fünf Jahren. Bereits mit sechs Jahren trat sie in öffentlichen Konzerten auf. Von 1991 bis 2001 wurde sie an dem Uspensky-Musikgymnasium in Taschkent von Nathan Mendelssohn unterrichtet.
Maria studierte von 2001 bis 2005 bei Walter Forchert an der Hochschule für Musik und Darstellende Kunst Frankfurt am Main. Seit 2005 studiert sie bei Josef Rissin an der Hochschule für Musik in Karlsruhe.
Als Solistin spielte sie u. a. mit dem Museumsorchester im Frankfurter Opernhaus, dem Orquesta Sinfónica del Estado de México, dem romanischen Orchestra Filarmonica di Bacau sowie mit der Baden-Badener Philharmonie.
Sie arbeitete mit Dirigenten wie Paolo Carignani, Enrique Batiz, Ovidiu Balan, Hans Drewanz, Werner Stiefel, Félix Carrasco, Armando Vargas und Pavel Baleff zusammen.
Maria Azova nahm an zahlreichen Meisterkursen wie etwa bei Igor Oistrach, Alberto Lysy, Grigory Zhislin, Gerhard Mantel, Saschko Gawriloff und Rainer Kussmaul teil.

## Ehrungen
Bei internationalen Violinwettbewerben gewann sie mehrere Preise. So etwa den Alois-Kottmann-Preis in Frankfurt am Main, den zweiten Preis beim Michelangelo-Abbado-Wettbewerb in Mailand und die bronzene Medaille beim Henryk-Szeryng-Violinwettbewerb im November 2008 in Mexiko.
Sie hat verschiedene Stipendien und Auszeichnungen bekommen, u. a. ein Stipendium des Bürgermeisters der Stadt Baden-Baden und den Ruth-Flesch-Gedächtnis-Preis in Baden-Baden, und sie wurde vom Verein Yehudi Menuhin Live Music Now Frankfurt am Main gefördert.